# Constantin D. Nicolescu
Constantin Nicolescu (n. 5 noiembrie 1887 – d. 6 iulie 1972) a fost un general român, 

## Funcții deținute
A fost înaintat la gradul de general de divizie cu începere de la data de 8 iunie 1940.
- 4 iulie 1940 - 6 septembrie 1940 - Ministrul Apărării, în guvernul premierului Ion Gigurtu.
- 1941 – 1943 - Comandantul Militar al Bucureștiului,
- 1943 – 1944 - Comandantul Armatei a 4-a,
- 20 martie 1943 – 18 septembrie 1944 - Comandantul Corpului 5 Armată,
- 1944 - Trecut în Rezervă,

Generalul Constantin D. Nicolescu a fost numit la 20 noiembrie 1944, prin decret regal, în funcția de șef al Casei Militare Regale. A îndeplinit această funcție până în 1947.
- 1948 - În retragere.

În 1948 este arestat de autoritățile comuniste, judecat pentru apartenență la Mișcarea Legionară (Fostul Prim Ministru I. Gigurtu era naționalist și simpatizant al Mișcării Legionare) și condamnat la 7 ani închisoare. 
Este eliberat în 1955 în baza Decretului de amnistie.